# Ocyptamus lineatus
Ocyptamus lineatus är en tvåvingeart som först beskrevs av Macquart 1846.  Ocyptamus lineatus ingår i släktet Ocyptamus och familjen blomflugor. Inga underarter finns listade i Catalogue of Life.